# Zingiber
Por "zingiberoide" quizás esté buscando Grupo de familias zingiberoides
Zingiber es un género que contiene los jengibres verdaderos, unas plantas con valor medicinal y culinario en muchas partes del mundo. El más conocido es el Zingiber officinale.

## Descripción
Es una planta con rizoma ramificado, tuberoso y aromático. Tiene tallos pseudo erectos. Hojas lanceoladas o lineares e inflorescencias cónicas que se elevan desde el rizoma sobre un pedúnculo. Las flores son de color crema o blanco. El fruto es una cápsula dehiscente con semillas negras.

## Usos
Cada especie de jengibre tiene un diverso uso culinario. El Zingiber mioga se valora por su tallo y flores. El rizoma de Z.officinale es una especia clásica y se usa entero, escarchado o pulverizado.
Comprende 211 especies descritas y de estas, solo 141 aceptadas.

## Taxonomía
El género fue descrito por Philip Miller y publicado en The Gardeners Dictionary...Abridged...fourth edition vol. 3, en 1754.

## Especies aceptadas
A continuación se brinda un listado de las especies del género Zingiber aceptadas hasta febrero de 2013, ordenadas alfabéticamente. Para cada una se indica el nombre binomial seguido del autor, abreviado según las convenciones y usos:
- Lista de especies de Zingiber

## Enlaces externos

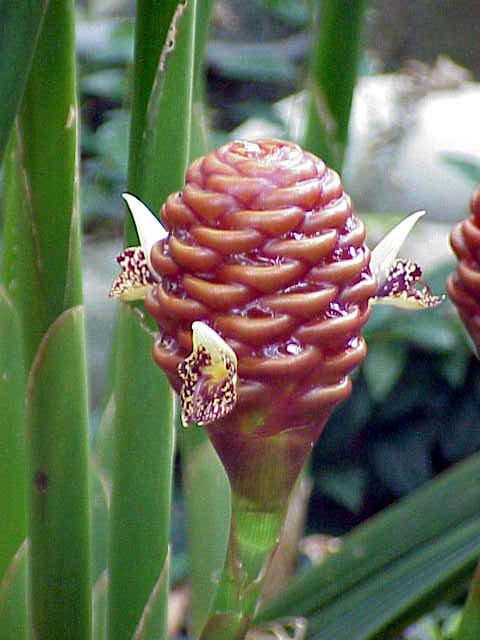
Zingiber macradenium